# Gastronomia de Pequín
La gastronomia de Pequín (anomenada en xinès: 京菜 o també 北京菜) és un conjunt d'estils i costums culinaris procedents de la regió de Pequín, a la Xina del Nord. És coneguda formalment també com a gastronomia mandarina.

## Història
Com que Pequín ha sigut la capital de la Xina durant segles, la cuina està influenciada per les tradicions culinàries d'arreu de la Xina, però l'estil que té més influència en la cuina de Pequín és el de la província costanera oriental de Shandong. La cuina de Pequín, al seu torn, també ha influït molt en altres cuines xineses, especialment la cuina de Liaoning, la cuina imperial xinesa i la cuina aristòcrata xinesa.
Una altra tradició que va influir en la cuina de Pequín és la cuina imperial xinesa, que feia referència a les instal·lacions de cuina de l'interior de la Ciutat Prohibida, on milers de cuiners de diferents parts de la Xina van mostrar les seues millors habilitats culinàries per complaure la família imperial i els funcionaris. Per tant, de vegades és difícil determinar l'origen real d'un plat, ja que el terme mandarí es generalitza i fa referència no només a Pequín, sinó també a altres províncies. Tanmateix, hom pot considerar que els aliments originats a Pequín són sovint aperitius més que plats principals, i normalment els venen botigues xicotetes o venedors ambulants. Es fa èmfasi en la pasta de soja fosca, la pasta de sèsam, l'oli de sèsam i les cebes tendres, i el tofu fermentat, que sovint se serveixen com a condiments. Pel que fa a les tècniques de cocció, sovint s'utilitzen mètodes relacionats amb diferents maneres de fregir. Hi ha menys èmfasi en l'arròs com a acompanyament en comparació amb moltes altres regions de la Xina, ja que la producció local d'arròs a Pequín està limitada pel clima relativament sec.
Molts plats de la cuina de Pequín que es serveixen com a plats principals es deriven d'una varietat d'aliments halal xinesos, especialment plats de corder i vedella, així com de la cuina Huaiyang.
La cuina Huaiyang ha estat elogiada des de l'antiguitat a la Xina i era una pràctica general que un funcionari que viatjava a Pequín quan ocupava un nou càrrec, que portara amb ell un xef especialitzat en cuina Huaiyang. Quan els funcionaris completaven els seus mandats a la capital i tornaven a les seues províncies natals, la majoria dels xefs que van traslladar se solien quedar a Pequín. Van obrir els seus propis restaurants o van ser contractats per habitants rics. El clan imperial de la dinastia Ming, la Casa de Zhu, que tenia ascendència de la província de Jiangsu, també va contribuir molt a introduir la cuina Huaiyang a Pequín quan la capital es va traslladar de Nanjing a Pequín al segle xv, perquè la cuina imperial era principalment d'estil Huaiyang. L'element de les cultures culinàries i gastronòmiques tradicionals de Pequín de gaudir d'actuacions artístiques com l'òpera de Pequín mentre es sopava es va desenvolupar directament a partir de la pràctica similar a la cultura de les cuines de Jiangsu i Huaiyang.
La cuina islàmica xinesa és un altre component important de la cuina de Pequín i es va introduir per primera vegada quan Pequín es va convertir en la capital de la dinastia Yuan. Tanmateix, la contribució més significativa a la formació de la cuina de Pequín vingué de la cuina de Shandong, ja que la majoria de xefs de la província de Shandong van arribar a Pequín en massa durant la dinastia Qing. A diferència de les cuines anteriors, que van ser portades per la classe dirigent com ara nobles, aristòcrates i buròcrates i després es van estendre a la població en general, la introducció de la cuina de Shandong va començar amb el servei a la població en general, amb un segment de mercat molt més ampli, des de comerciants rics fins a la classe treballadora.

## Plats destacats
- Ànec pequinès (北京烤鸭)
- Sopa agrepicant (酸辣汤)
- Barbacoa a l'estil de Pequín (烤肉/北京烤肉)
- Mutton Hot pot (涮羊肉)
- Douzhi